# Gran Premio di Francia 1907
Il Gran Premio di Francia 1907 fu la II edizione del Gran Premio di Francia e si svolse a Dieppe.
La gara fu disputata il 2 luglio 1907 e fu vinta da Felice Nazzaro.

## La gara
Furono disputati 10 giri del circuito, lungo 47,748 miglia, per un totale di 477,48 miglia e 17 vetture furono classificate a pieni giri a fine gara.

### Incidente mortale
Albert Clément è morto in un incidente durante le prove mentre guidava la sua Clément-Bayard. Il suo posto in gara è stato preso da "Alezy"

## Classifica

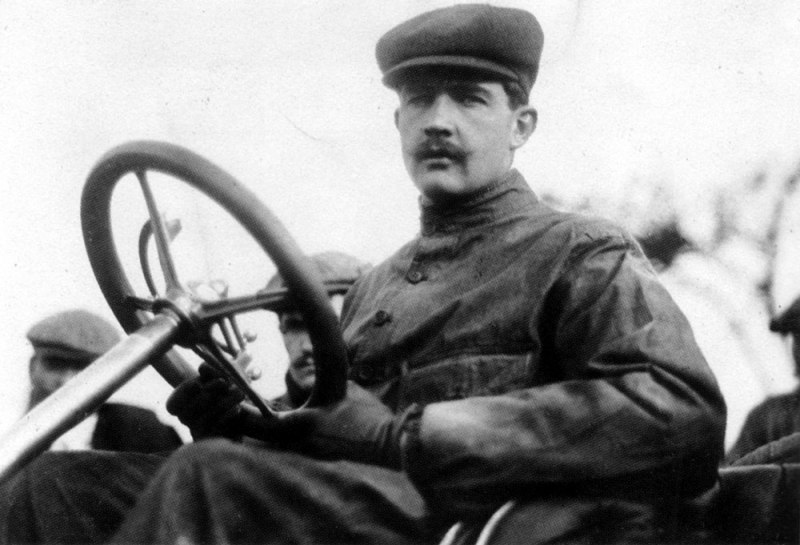
L'italiano Felice Nazzaro, vincitore della corsa

| Pos. | Nº  | Pilota                     | Auto              | Giri | Tempo      |
| ---- | --- | -------------------------- | ----------------- | ---- | ---------- |
| 1    | F2  | Felice Nazzaro             | Fiat              | 10   | 6:46:33.0  |
| 2    | R1  | Ferenc Szisz               | Renault AK        |      | +6:37.6    |
| 3    | B2  | Paul Baras                 | Brasier           |      | +18:32.6   |
| 4    | LD1 | Fernand Gabriel            | Lorraine-Dietrich |      | +25:06.0   |
| 5    | D3  | Victor Rigal               | Darracq           |      | +26:03.4   |
| 6    | D2  | Gustave Caillois           | Darracq           |      | +29:25.6   |
| 7    | B1  | Jules Barillier            | Brasier           |      | +41:21.0   |
| 8    | BC1 | Pierre Garcet              | Clément-Bayard    |      | +47:44.0   |
| 9    | BC3 | Elliott Shepard            | Clément-Bayard    |      | +53:23.2   |
| 10   | M3  | Victor Hemery              | Mercedes          |      | +1:38:52.0 |
| 11   | MB3 | Courtade                   | Motobloc          |      | +2:02:00.6 |
| 12   | B3  | Paul Bablot                | Brasier           |      | +2:26:26.6 |
| 13   | R3  | Claude Richez              | Renault AK        |      | +2:44:19.4 |
| 14   | GE2 | François Degrais           | Germain           |      | +3:04:03.4 |
| 15   | GE3 | François-Marie Roch-Brault | Germain           |      | +3:24:12.0 |
| 16   | C1  | Joseph Collomb             | Corre             |      | +3:38:23.7 |
| 17   | GE1 | Perpère                    | Germain           |      | +4:07:09.0 |